# Amparo Gastón
Amparo Gastón Echevarría (San Sebastián, 15 de mayo de 1921 - Madrid, 24 de noviembre de 2009), conocida como Amparitxu, fue una intelectual y poeta española.
Amparo Gastón Echevarría, Amparitxu, como se la conocía, fue una activa literata. Esposa de Rafael Múgica Celaya, fue su colaboradora y alma mater, pudiéndose afirmar que fue ella quien creó la figura de Gabriel Celaya, al ser impulsora de su dedicación a la poesía. Junto a él desarrolló gran parte de su trabajo. Individualmente publicó obras en los años 1953, 1955, 1958, 1964, obteniendo diversos premios.

## Biografía
Amparo Gastón nació en la ciudad de San Sebastián, capital de la provincia vasca de Guipúzcoa, el 15 de mayo de 1921. 
Amparo procedía de una familia de militancia comunista, que había padecido las consecuencias de la Guerra Civil, e influyó sin duda en la toma de conciencia de aquella realidad por Celaya. Había pasado, junto con su hermano, por la cárcel.
El 8 de octubre de 1946 conoció a Rafael Múgica Celaya en una librería de San Sebastián, estableciéndose una profunda relación entre ellos que culminaría en matrimonio en 1986 después de muchos años de convivencia. La influencia de Amparo en Celaya fue decisiva para el poeta: Ella extrajo el poeta que llevaba dentro y convirtió la figura de Rafael Múgica en la relevante figura de Gabriel Celaya.
Amparo trabajó codo con codo con Celaya e influyó directamente en su obra. Comenzaron fundando la revista poética Norte en San Sebastián y participando en certámenes, tertulias y homenajes como el de Antonio Machado en Baeza en 1966 o el de Lorca en Brasil en 1968, o las relevantes conversaciones poéticas de Formentor en 1959.
En 1956 abandonan la capital guipuzcoana  y se establecen en Madrid tras abandonar Celaya su trabajo como ingeniero en la empresa familiar en San Sebastián. Allí desarrollarían una intensa labor literaria y nacería definitivamente la figura de Celaya.
Tras la muerte de Celaya en 1991 se hace cargo de su obra y mantiene una estrecha relación con la Diputación de Guipúzcoa quien es propietaria de la biblioteca y los fondos documentales de Gabriel Celaya. También mantuvo la relación con San Sebastián, acudiendo todos los años, tal y como acostumbraba la pareja, a veranear a la ciudad.
Falleció el 24 de noviembre de 2009 a los 88 años, tras una larga enfermedad en su domicilio de Madrid.
Publicó, junto a  Celaya, las obras siguientes:
- 1953,  Ciento volando.
- 1955,  Coser y cantar.
- 1958,  Música celestial.

Gabriel Celaya escribió sobre ella:

Con todo me identifico

y respiro por la herida

y digo que mis poemas

son un vivir otras vidas

y un recrecerme en lo vasco

de Amparitxu y su delicia.

Cuando lean estos versos

no piensen en quién los firma

sino en mi Euzkadi y mi Amparo.